# Вілафамес

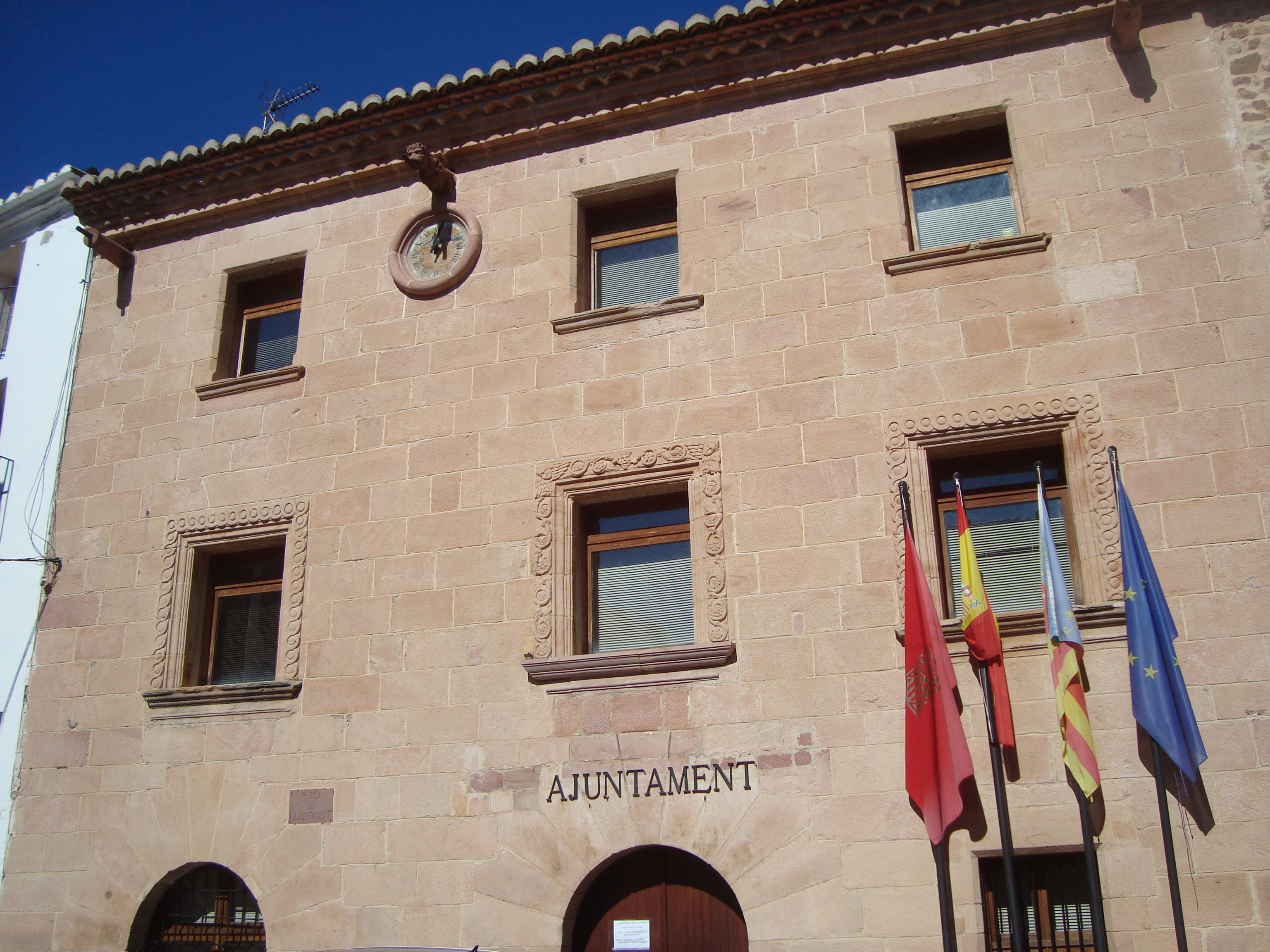
Ajuntament de Vilafamés

Вілафамес (валенс. Vilafamés, ісп. Vilafamés) — муніципалітет в Іспанії, у складі автономної спільноти Валенсія, у провінції Кастельйон. Населення — 1984 особи (2010).

## Географія
Муніципалітет розташований на відстані близько 310 км на схід від Мадрида, 12 км на північ від міста Кастельйон-де-ла-Плана.
На території муніципалітету розташовані такі населені пункти: (дані про населення за 2010 рік)
- Ла-Басета: 20 осіб
- Вілафамес: 1964 особи

## Демографія

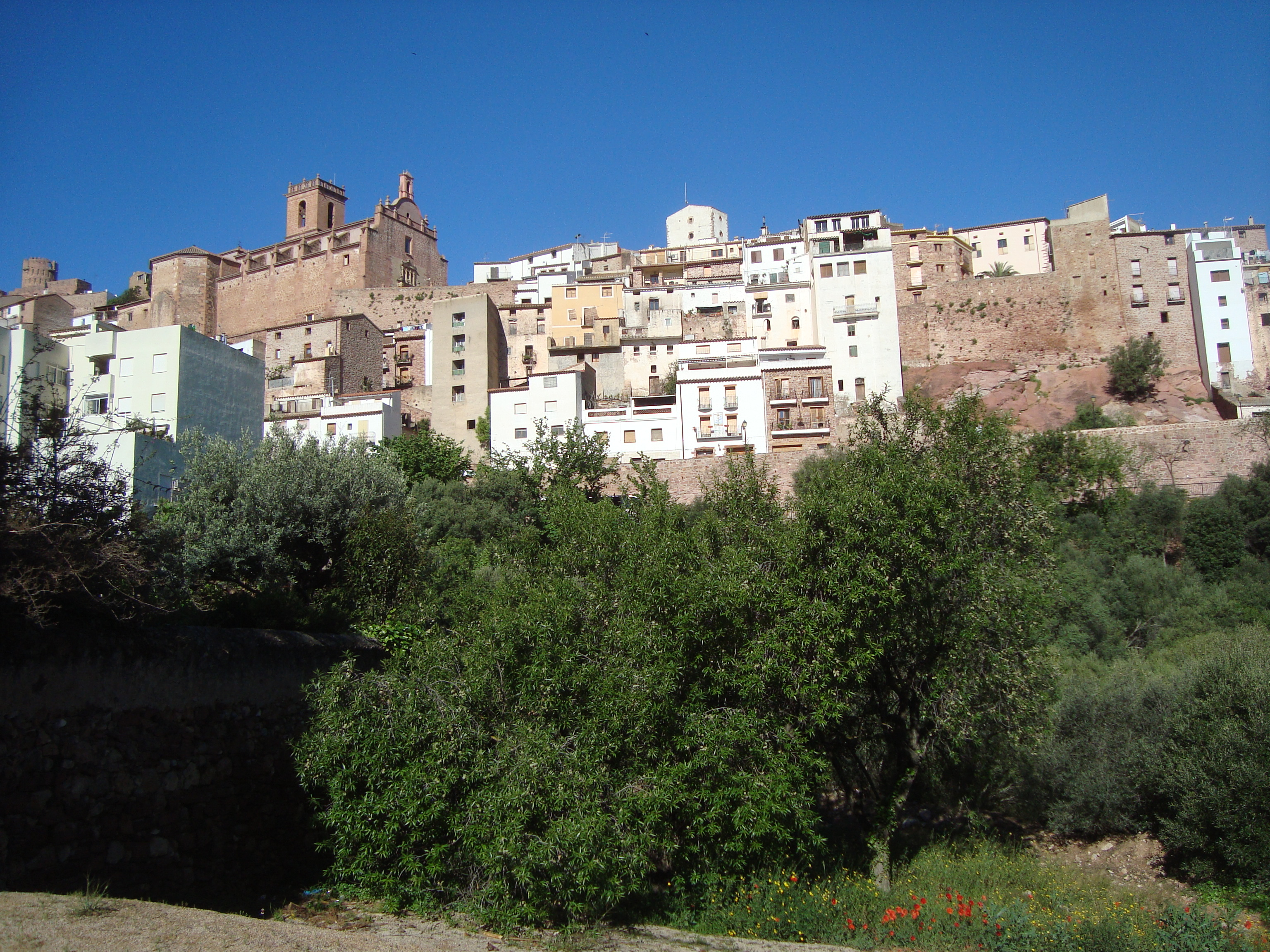
Vilafamés

Динаміка населення (INE ):

## Галерея зображень

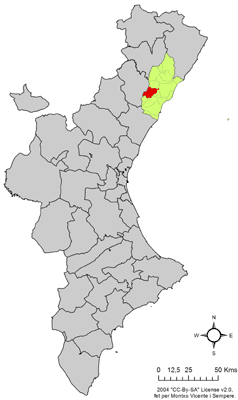
Розташування муніципалітету Вілафамес у автономній спільноті Валенсія
Розташування муніципалітету Вілафамес у комарці Плана-Альта